# Kirsten Gleis
Kirsten Gleis (Enschede, 22 mei 1969) is een Nederlands voormalig volleybalspeelster. Ze vertegenwoordigde Nederland in 1992 op de Olympische Zomerspelen. Ze speelde lange tijd bij Martinus in Amstelveen. Na haar actieve loopbaan fungeerde Gleis onder andere als teammanager en als teambegeleidster bij de Nederlandse vrouwenploeg. 
Cintha Boersma · Erna Brinkman · Heleen Crielaard · Kirsten Gleis · Aafke Hament · Marjolein de Jong · Vera Koenen · Marrit Leenstra · Irena Machovcak · Linda Moons · Henriëtte Weersing · Sandra Wiegers